# كنداكة الثورة السودانية
كنداكة الثورة السودانية (تُعرف أيضًا باسم المرآة في الثوب الابيض وسيدة الحرية الثورة السودانية) هي صورة فوتوغرافية لالاء صلاح، الطالبة البالغ من العمر ٢٢ عامًا، وهو تهتف أثناء الاحتجاج السوداني المناهض للحكومة في ٨ أبريل ٢٠١٩. الصورة، التي التقطتها لانا هارون باستخدام هاتف ذكي، اكتسبت اهتمامًا إعلاميًا عالميًا وانتشرت في أبريل ٢٠١٩، ووصفتها العديد من المؤسسات الإعلامية بأنها أيقونية تمثل مشاركة المرأة (الكنداكات) في الثورة.

## خلفية
منذ ديسمبر 2018، اندلعت سلسلة من الاحتجاجات ضد الرئيس عمر البشير، للمطالبة بإصلاحات اقتصادية واستقالة الرئيس. وأعلنت حالة الطوارئ في شباط/فبراير 2019 نتيجة الاحتجاجات. شهد 6 و 7 أبريل أكبر احتجاجات منذ إعلان حالة الطوارئ. في استمرار الاحتجاجات ، شوهد الجيش يحمي المتظاهرين من قوات الأمن في 10 أبريل. في نهاية المطاف ، أدت الاحتجاجات إلى إزاحة الجيش للبشير من السلطة ، وتنصيب مجلس انتقالي يحل محله بقيادة أحمد عوض بن عوف ، لكن المتظاهرين ، بمن فيهم صلاح ، زعموا أنه مجرد تغيير في قيادة النظام نفسه وطالبوا ب المجلس الانتقالي المدني.

## الصورة
مع استمرار الاحتجاجات، في 8 أبريل، التقطت لانا هارون الصورة باستخدام هاتفها الذكي (Huawei Mate 10، الكاميرا الخلفية، تقنية HDR) لامرأة لم يتم تسميتها في البداية ترتدي ثوبًا أبيض تقف على سيارة، وتهتف وتغني مع نساء أخريات من حولها خلال اعتصام قرب مقر الجيش والقصر الرئاسي. الصورة التي أصبحت تُعرف باسم كنداكة الثورة السودانية (تُعرف أيضًا باسم المرأة ذات الثوب الأبيض وسيدة الحرية في الثورة السودانية) على نطاق واسع على وسائل التواصل الاجتماعي ولفت انتباه وسائل الإعلام الدولية. وُصفت الصورة بأنها رمز للدور الحاسم للمرأة في نجاح التظاهرات، لأن الغالبية العظمى من المتظاهرين، ما يقرب من 70 في المائة ، كانوا من النساء. لعبت النساء السودانيات أدوارًا سياسية رئيسية في النضالات الحقوقية السودانية والأفريقية منذ الخمسينيات من خلال اتحاد المرأة السودانية، واستمرت في إنشاء منظمات مثل مبادرة " لا للاضطهاد ضد المرأة" في عام ٢٠٠٩، وظلت كذلك. نشط سياسياً خلال الثورة السودانية 2018-2019.

## الأثر والأهمية
يذكر رداء صلاح الأبيض، وهو ثوب سوداني تقليدي، لباس المتظاهرات السودانيات ضد الديكتاتوريات السابقة، وكذلك لباس الطلاب المتظاهرين الذين يشار إليهم باسم "الكنداكه" على اسم الملكات النوبيات القدامى. أقراطها الذهبية هي ملابس زفاف أنثوية تقليدية. أطلق المعلقون على هذه الصورة اسم "صورة الثورة". وقالت هالة الكارب، ناشطة حقوقية سودانية: "إنه رمز لهوية المرأة العاملة - امرأة سودانية قادرة على فعل أي شيء، لكنها ما زالت تقدر ثقافتها".

## صور مماثلة
صورة أخرى معروفة لهذه الاحتجاجات هي صورة التقطها المصور الياباني ياسويوشي شيبا من وكالة الأنباء الفرنسية، تظهر شابًا في الخرطوم يلقي شعرًا احتجاجيًا، بينما يردد المتظاهرون شعارات تطالب بالحكم المدني، تم اختيارها كصورة صحفية عالمية لـ عام 2020. السودان 2019، année zéro، كتاب عن الثورة السودانية، نُشر عام 2022، وكان بمثابة وثائق مرئية لمراحل وخلفيات اجتماعية مختلفة للثورة حتى مذبحة الخرطوم في 3 يونيو 2019.

## آلاء صلاح
آلاء صلاح، من مواليد 9 مارس 1997، كان يبلغ عمرها 22 عامًا وقت التقاط الصورة، وكانت طالبة تدرس الهندسة والعمارة في جامعة السودان الدولية بالخرطوم.
اكتسبت اهتمامًا إعلاميًا عالميًا بسبب الصورة وأطلق عليها اسم أيقونة الثورة السودانية. تمت اجراء مقابلات عده مع صلاح  وكتب مارتن كتاب رو أغنية الثورة - الانتفاضة السودانية التي ترويها أيقونتها (بالفرنسية: Le chant de la révolte - Le soulèvement soudanais raconté par son icône)‏ ، الذي يعرض تفاصيل رواية صلاح الشخصية للثورة السودانية.
بصفتها عضوًا في مانسام، إحدى الشبكات النسائية السودانية الرئيسية التي وقعت على إعلان قوى الحرية والتغيير في 1 يناير 2019، تمت دعوة صلاح لإلقاء خطاب في اجتماع 29 أكتوبر 2019 لمجلس الأمن التابع للأمم المتحدة ، مصراً على التمثيل المتساوي من النساء في المؤسسات الانتقالية السودانية .

## أنظر أيضا
- التصوير الفوتوغرافي في السودان
- 2019-2022 احتجاجات سودانية
- اتخاذ موقف في باتون روج
- المرأة في السودان